# 奥莱加里欧·本奎伦卡

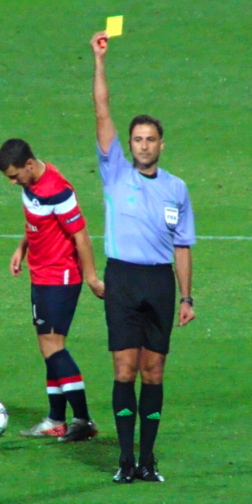
奥莱加里欧·本奎伦卡

奥莱加里欧·本奎伦卡 (Olegário Benquerença，1969年10月18日-)，葡萄牙足球裁判，也是2010年世界盃足球賽的主裁判之一。

## 生涯
奥莱加里欧·本奎伦卡正職是一位信貸人員，2001年，他成為國際賽事裁判。時至2010年，他一共判法過11場歐洲聯賽冠軍盃及11場歐霸盃賽事。另外，他曾為2006年世界盃、2008年歐洲國家盃及2010年世界盃的外圍賽判法。2010年，他會為日本對喀麥隆的世界盃分組賽判法。

## 資料來源
1. ↑  .   [2010-06-14]. （原始内容存档于2017-10-31）.